# Riserva naturale speciale della Bessa

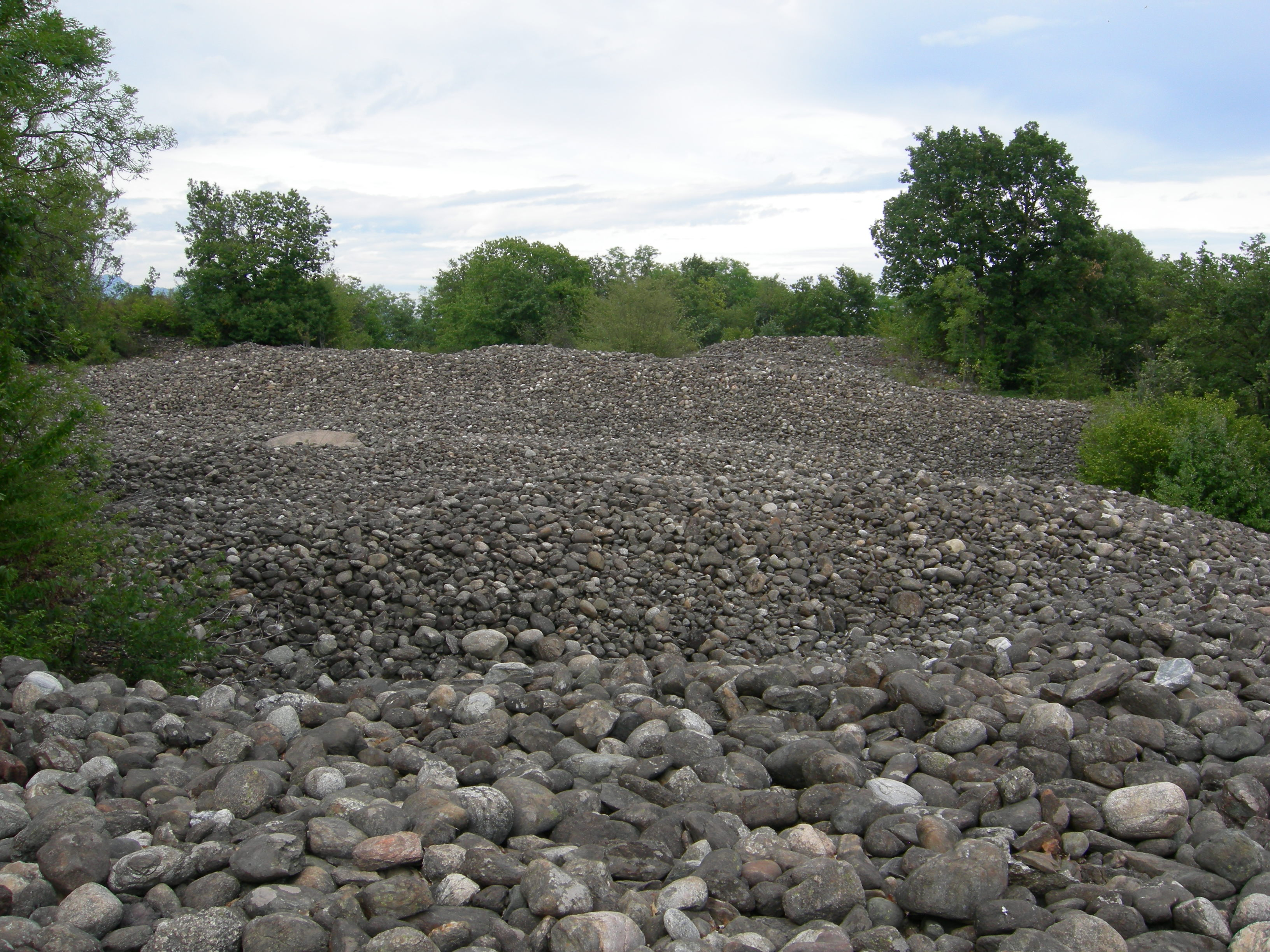
Immagine della Bessa

La riserva naturale speciale della Bessa, istituita con la Legge Regionale n. 19 del 29 giugno 2009, è situata nel Piemonte settentrionale, allo sbocco della Valle d'Aosta e alla base delle pendici meridionali delle Alpi Biellesi, in provincia di Biella.
Si estende per 750 ha, comprende il territorio dei comuni di Borriana, Cerrione, Mongrando e Zubiena e fa parte delle aree protette Biellesi in gestione all'Ente di gestione delle aree protette del Ticino e del Lago Maggiore. 
Situata nella valle dell'Elvo, si sviluppa ad una quota che oscilla fra i 270 e i 430 metri di altitudine. Territorialmente corre per tutta la sua estensione sul fianco biellese della collina morenica della Serra (tra le più estese d'Europa).
Nonostante il paesaggio brullo - fatto di ciottoli accatastati dal tempo (i cosiddetti ciapei) e profondi e lunghi valloni (le bunde) - è meta di escursioni sia a piedi che in mountain bike.
Molto apprezzata è la visita ai numerosi casali della zona, in particolare a quelli della frazione di Vermogno di Zubiena - sede del Centro visite e dell'Area attrezzata della riserva e dell'Ecomuseo dell'oro - e di Mongrando. Nel borgo medioevale di Magnano sono visitabili l'antico ricetto e la chiesa romanica intitolata a San Secondo, ove si svolgono in estate rassegne di musica classica.

## Geografia e geologia
La riserva è delimitata a nord dai resti di una morena del Pleistocene inferiore e dalle alluvioni quaternarie del torrente Elvo, a sud da una seconda morena della stessa fase glaciale e dalla valle del torrente Olobbia.
La Bessa si presenta oggi come un altopiano che si estende sul prolungamento della valle del torrente Viona per 8 km in direzione nord-ovest - sud-est, largo da 800 m fino ad un massimo di 1,7 km e digradante da una quota massima di circa 450 m a nord-ovest alla quota di circa 300 m a sud-est.
Il giacimento aurifero della Bessa si formò per erosione e risedimentazione, da parte di corsi d'acqua, dei depositi morenici ricchi di oro trasportati dall'espansione dei ghiacciai valdostani, avvenuta a partire da 1 milione di anni fa; contemporaneamente furono liberati dai detriti i grandi massi erratici che ora costellano a centinaia il territorio del parco.

## Storia
Secondo un'antica leggenda, gli antichi romani sfruttarono come schiavi gli abitanti dell'attuale territorio di biellese al fine di raccogliere l'oro presente nella Bessa. Ma venne il giorno in cui, stanchi di non essere pagati, gli schiavi iniziarono a prelevare giorno per giorno parte del raccolto d'oro. Essi fusero poi l'oro prelevato per creare una statuetta a forma di cavallo. Tale statuetta sarebbe ancora nascosta in mezzo alle pietraie della Bessa.
L'area della miniera, le cui evidenze archeologiche sono databili al II - I secolo a.C., con tracce di frequentazioni anteriori rappresentate in gran parte da massi erratici con incisioni rupestri, è costituita da due terrazzi di origine fluvioglaciale, ricoperti, nel terrazzo superiore da cumuli di ciottoli ed in quello inferiore da sabbie e ghiaie, residui del lavaggio per l'estrazione del metallo.
Su molti massi erratici presenti nel territorio del parco sono presenti incisioni rupestri, prevalentemente a forma di coppella, che attestano una intensa frequentazione protostorica dell'area. A partire dal V-IV secolo a.C. il territorio era controllato dai Salassi.
Tra il 143 ed il 140 a.C. il territorio fu conquistato dalle legioni romane di Appio Claudio e l'estrazione fu affidata ai pubblicani, gli imprenditori dell'epoca, che impiegarono nei lavori fino a 5000 uomini contemporaneamente.
Non è nota la durata del periodo di sfruttamento: sappiamo però dallo storico Strabone che, nella seconda metà del I secolo a.C., le miniere erano già state abbandonate (o più probabilmente esaurite) e l'oro di Roma proveniva ormai in massima parte dall'Iberia e dalla Gallia.

## Galleria d'immagini

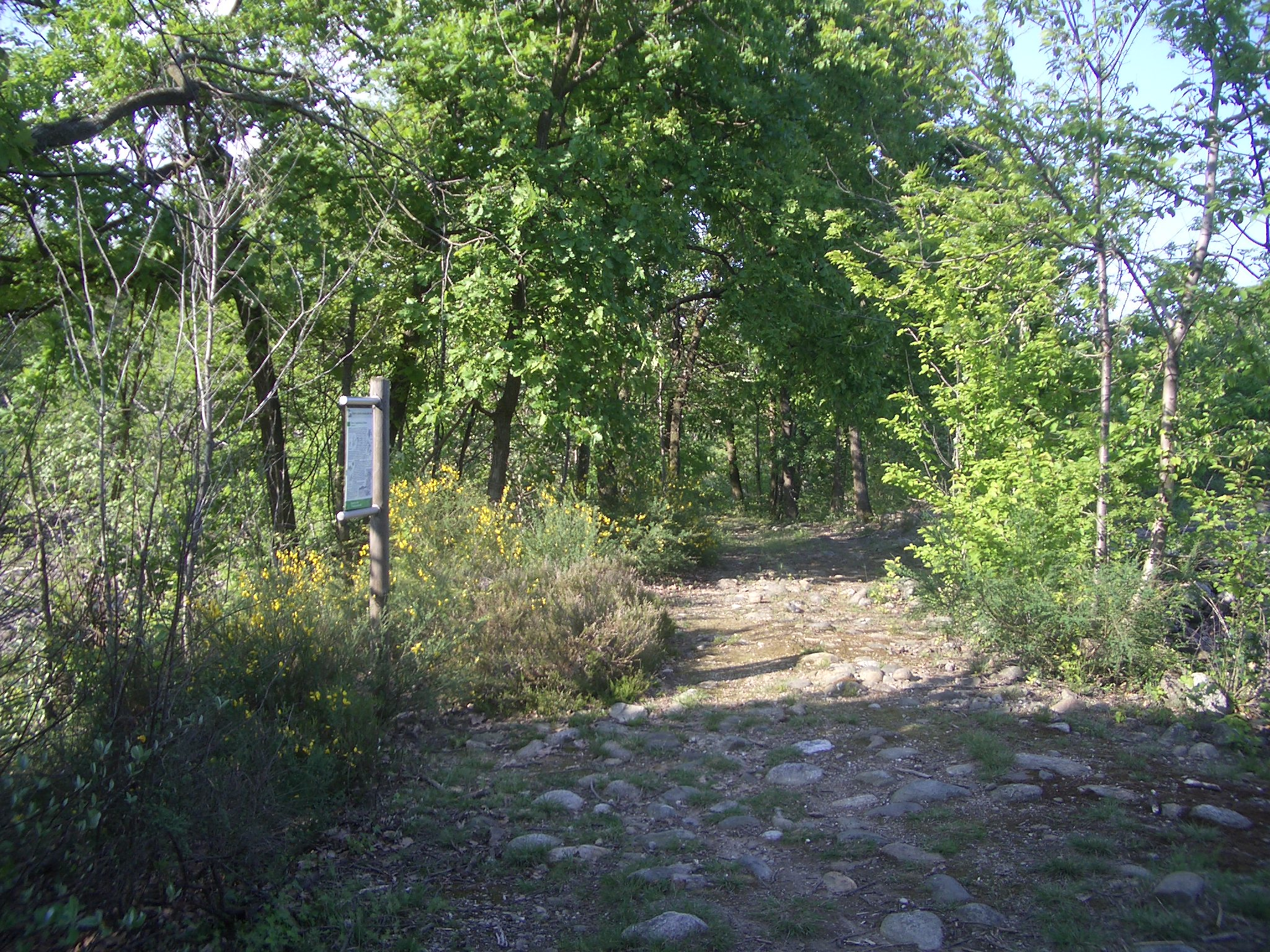
Uno degli itinerari della Bessa (denominato Ciapei Parfundù)
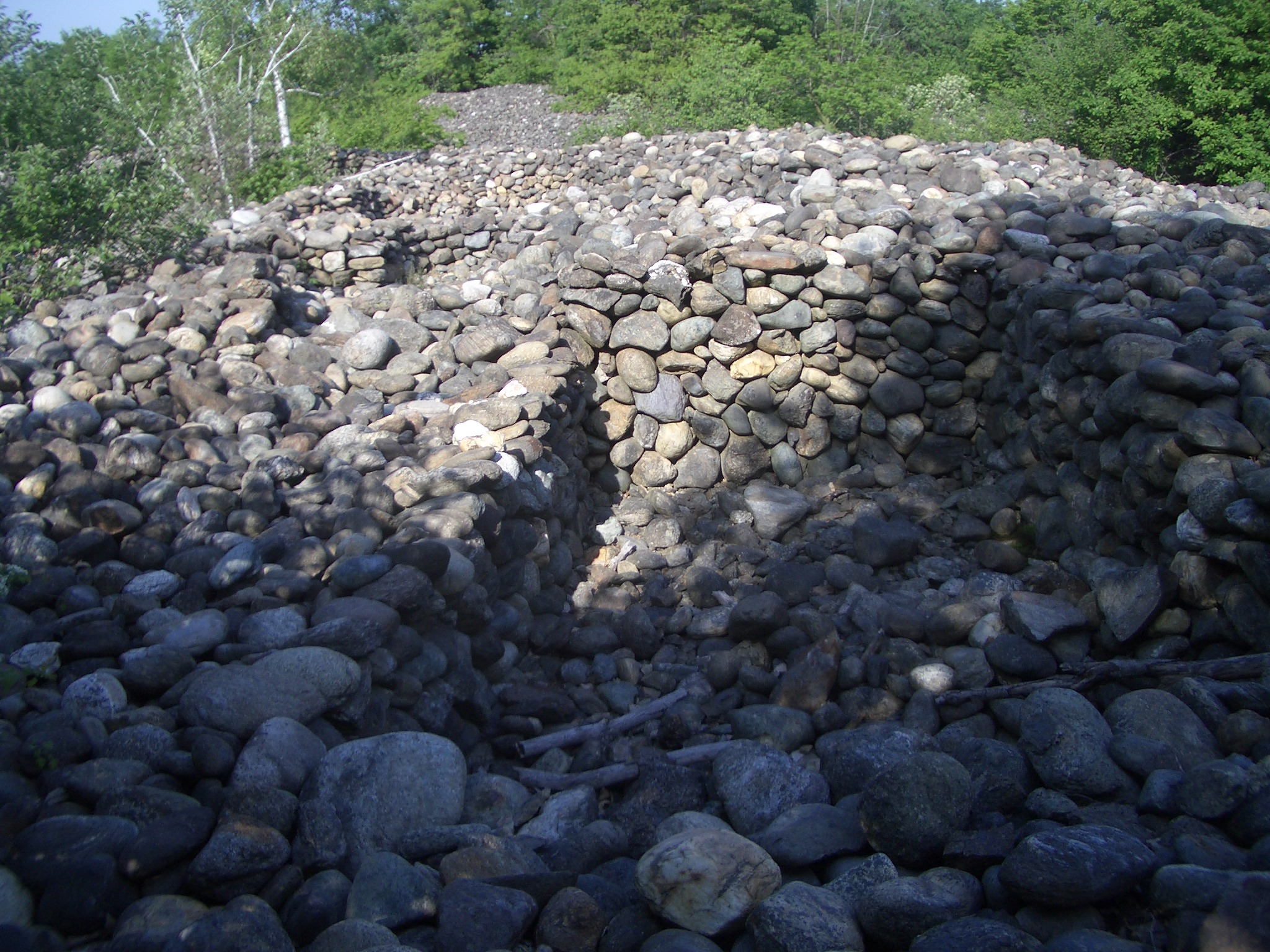
Resti di costruzioni poste nelle miniere romane
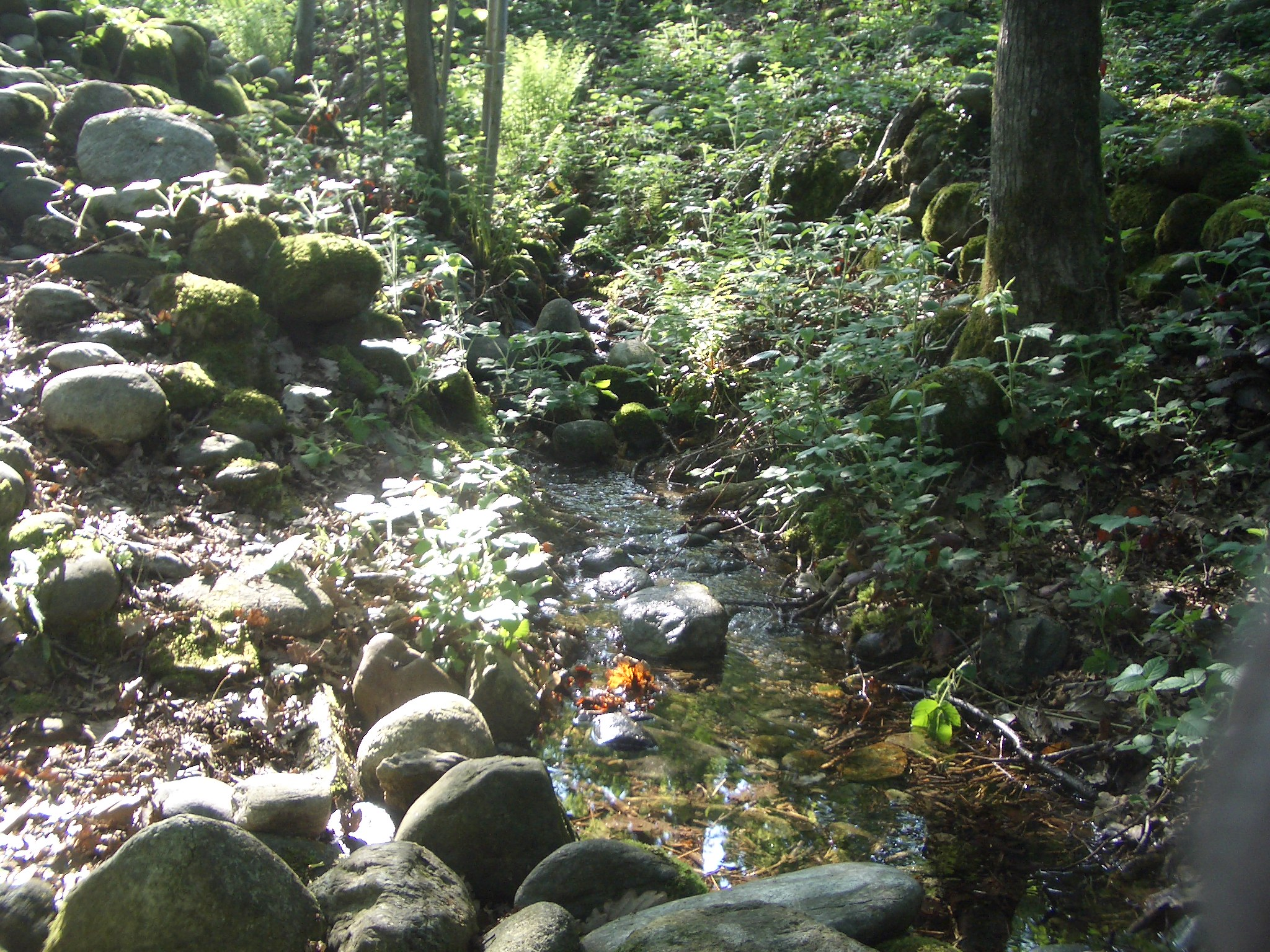
Sorgente che affiora tra i cumuli di pietre (detta Funta-na dla canala)
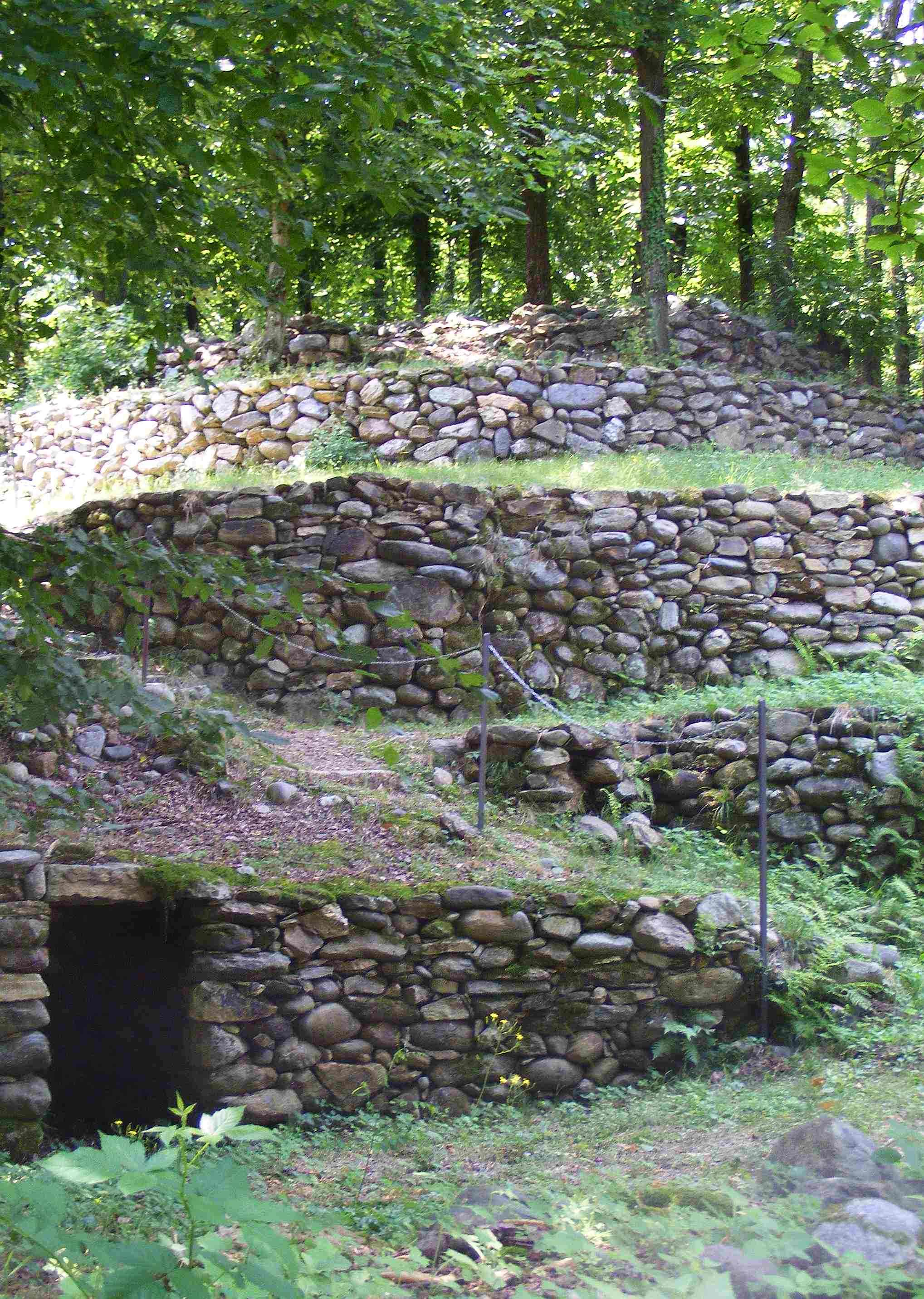
Il Castelliere di Mongrando, un enigmatico monumento di epoca preromana
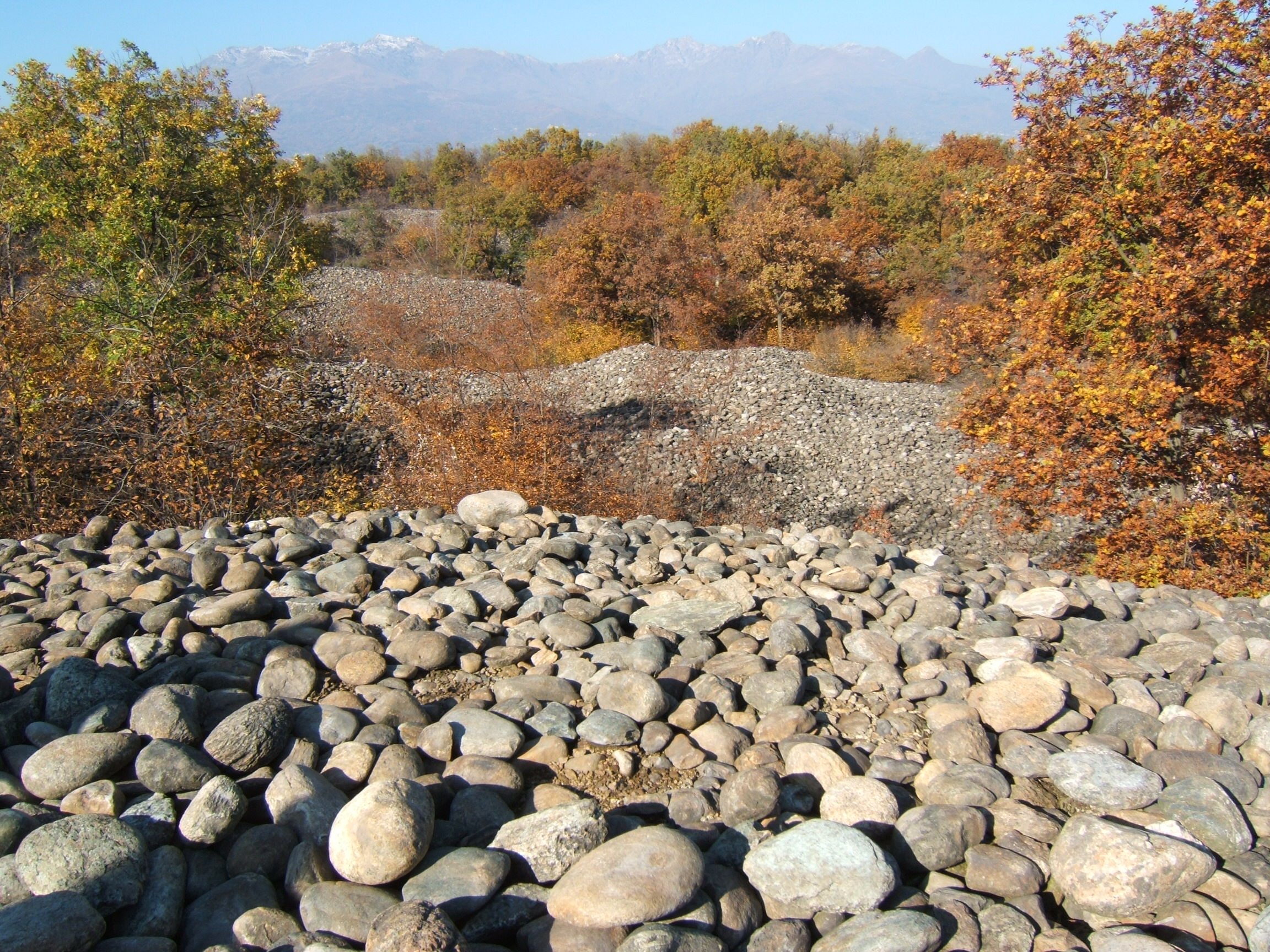
Ciottoli, residuo delle lavorazioni romane
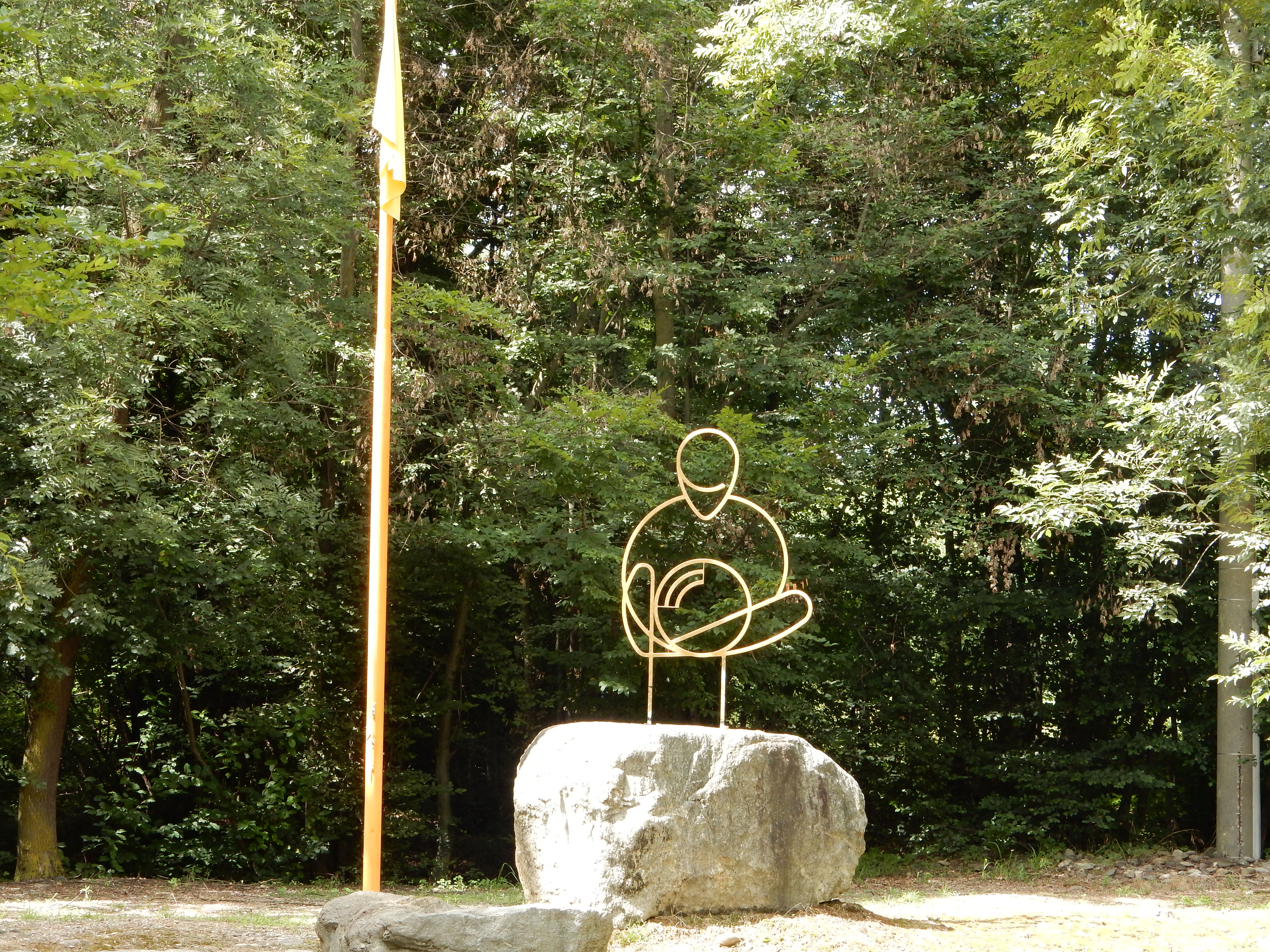
Monumento al cercatore d'oro a Vermogno